# Keilbachia hamata
Keilbachia hamata är en tvåvingeart som beskrevs av Menzel 1995. Keilbachia hamata ingår i släktet Keilbachia och familjen sorgmyggor.
Artens utbredningsområde är Nepal. Inga underarter finns listade i Catalogue of Life.